# Orla (heráldica)

Argento, uma orla gules

Em heráldica, uma orla é uma peça de segunda ordem consistindo de uma banda estreita ocupando a metade interior de onde poderia estar uma bordadura, seguindo o contorno exato do escudo, mas dentro dele, mostrando o campo entre a borda externa da orla e a borda do escudo.
Uma orla pode, algumas vezes, ser confundida com um escudete ou escudo vazio (um pequeno escudo com um buraco em forma de escudo), ou com um trecho do escudo que sobrou entre uma bordadura e um escudete.
Orlas podem variar por alguma das linhas de variação.
Cargas discretas arrumadas na posição de uma orla são descritas como em orla ou como "uma orla de".

Gules, um escudete argento com uma bordadura argento
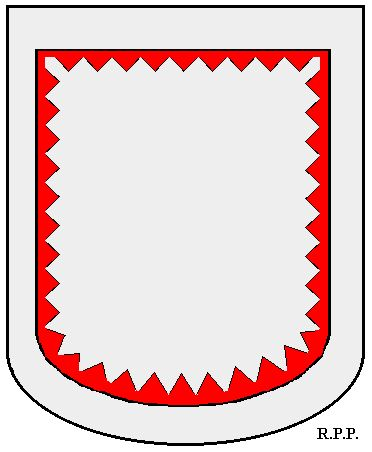
Uma orla dentada em sua borda interior
Argento, oito torteaux (roundéis gules) em orla; alternativamente uma orla de oito torteaux
As armas de Dervorguilla de Galloway e seu marido João de Balliol; a orla mais recente é dimidiada

## Trechor
Um trechor é uma peça de segunda ordem que pode ser considerada como uma diminuta de uma orla. John  Woodward é da opinião que "um trechor plano é uma diminuta da orla, e é retratada metade de sua espessura".[carece de fontes?] Um trechor é descrito como representando a linha circular em relevo em uma moeda que mostra ao usuário se a moeda foi cortada ou excessivamente gasta. Um trechor duplo é normalmente uma 'orla gémina', isto é, uma orla dividida em duas estreitas e próximas, uma dentro da outra, com artistas interpretando ela como composta de duas orlas estreitas cada uma sendo 1/3 ou 1/4 da largura e o vazio entre elas sendo 1/3 ou metade da largura. A. C. Fox-Davies argumentou que um trechor é, pela necessidade, duplo, caso contrário ele poderia ser uma orla. Entretanto, existem exemplos de brasões de armas com um trechor duplo, como nas armas de Edward Lawrence.

Exemplo de um trechor duplo: Argento, um trechor duplo Gules
Exemplo de um trechor duplo florenciado: Argento, um trechor duplo florenciado Gules

Trechores planos são raros. É muito comum ver trechores florenciados, especialmente na heráldica escocesa, onde muitos brasões de armas derivam do Real Brasão de Armas, na qual o trechor representa a Auld Alliance com a França (a flor-de-lis sendo um símbolo francês). Como resultado disso, o trechor duplo florenciado é frequentemente referido como 'o trechor real'.
Quando um trechor é impalado, ele supostamente segue a mesma regra da bordadura, e não é continuado no lado do impalamento, mas diversas exceções podem ser encontradas.

Exemplo de armas esquarteladas (Bowes-Lyon) com trechores em dois dos quartéis: Nos quartéis 1 e 4, argento e um leão rampante azure, armado e com a língua gules dentro de um trechor duplo florenciado do segundo (para Lyon); 2 e 3 arminhos e três arcos amarrados como pala em faixa peculiar (para Bowes).
Real Brasão de Armas da Escócia com um trechor duplo florenciado
Exemplo das armas de Montbeliard da família Montfaucon, mostrando dois barbeiros dentro de um trechor duplo plano
Exemplo de um trechor duplo impalado, as armas de Isabel da Escócia